# رافائيل لا كابريا
رافائيل لا كابريا (3 أكتوبر 1922 - 26 يونيو 2022)، هو روائي وكاتب سيناريو إيطالي.
فازت روايته الثانية، «The Mortal Wound -Ferito a morte»، بأرقى جائزة في إيطاليا، وهي جائزة ستريجا، وتعتبر اليوم من كلاسيكيات الأدب الإيطالي. أشار إليها ساندرو فيرونيسي بأنها «أفضل رواية إيطالية على الإطلاق».

## روابط خارجية
- رافائيل لا كابريا على موقع IMDb (الإنجليزية)
- رافائيل لا كابريا على موقع ديسكوغز (الإنجليزية)
- رافائيل لا كابريا على موقع قاعدة بيانات الفيلم (الإنجليزية)